# Elche (cristão converso)
Elche (em árabe elj, "convertido") eram cristãos (nem mouros, nem judeus) renegados que adoptavam a fé muçulmana  - pelo menos na aparência, em África e na Índia Portuguesa.
Batismo de um "Elche":
O "Alcaide Raposo, tão nomeado em toda Berberia, o qual se passou ao campo dos portugueses no dia da batalha" de Alcácer Quibir. Era este homem português e tinha sido antigamente cativo e vendido a um judeu. Namorou com a filha do judeu, e como ela estava prenhe, para escaparem à morte decidiram converterem-se a fé muçulmana:
"Assim escaparam ambos, tomando a lei dos mouros, com pressuposto de viverem cristãos, e realmente se lhes isso aproveitara, nas obras o pareciam, como logo veremos.
Tinha esta gente três filhos, e o mais velho seria já de quinze anos, os quais eram batisados, e em sua casa se chamavam pelos nomes de cristãos, e fora de mouros, porém não quando algum cativo falava com ele, porque o não consentiam de nenhum modo. Era esta Alcaide muito grande amigo de todos os cristãos, e particularemente de Frei Vicente da Fonseca, ao qual parindo sua mulher neste tempo, chamou para batisar um filho, e em sua companhia algumas pessoas que ajudaram a festejar o batismo, onde a caso me achei, logo o Alcaide querendo festejar a Frei Vicente lhe disse (mostrando-lhe a mulher) eis aí senhor a causa de todos meus cuidados, veja agora vossa Paternidade se foram bem assertados meus erros, ao que Frei Vicente respondeu, obedecendo às leis da cortesia, que a senhora Zaida certo lhe parecia bem digna de se acharem por ela desculpas donde as não havia, e que sua mercê estava bem no conhecimento disto, pois não somente tinha feito por seu amor todo o possivel, mas aínda o que se não podia fazer ; ela todavia quando se ouviu chamar Zaida, disse graciosamente, não me trate vossa Paternidade mal, que o meu nome dentro no meu coração é Maria, e também nesta casa, até que nosso Senhor Jesus Cristo queira que noutra melhor parte se possa ele nomear a boca cheia. Neste passo se arrazaram os olhos de água a Frei Vicente, e a todos os mais, assim de piedade no sentimento desta magoada gente, como de prazer vendo toda uma casa com tão bons desejos nas entranhas da Berberia.
Logo Frei Vicente com as portas serradas batisou o menino de quem foi padrinho um mercador cristão, que se chamava Inygo de Melohi, e dando todos muitas graças a Deus, pelo presente acto se despediram do Alcaide e da Moura que foi Judia, e confessava ser cristã. Assim vive a mais desta gente, e aos Xerifes lhes dá bem pouco disso.""